# محوطه گل آوه
محوطه گل آوه مربوط به مس و سنگ است و در شهرستان اسلام‌آباد غرب، بخش مرکزی، دهستان حومه شمالی، ۱/۲ کیلومتری شمال غربی روستای برزه واقع شده و این اثر در تاریخ ۲۶ اسفند ۱۳۸۷ با شمارهٔ ثبت ۲۵۴۷۸ به‌عنوان یکی از آثار ملی ایران به ثبت رسیده است.